# Ф'южн (кухня)

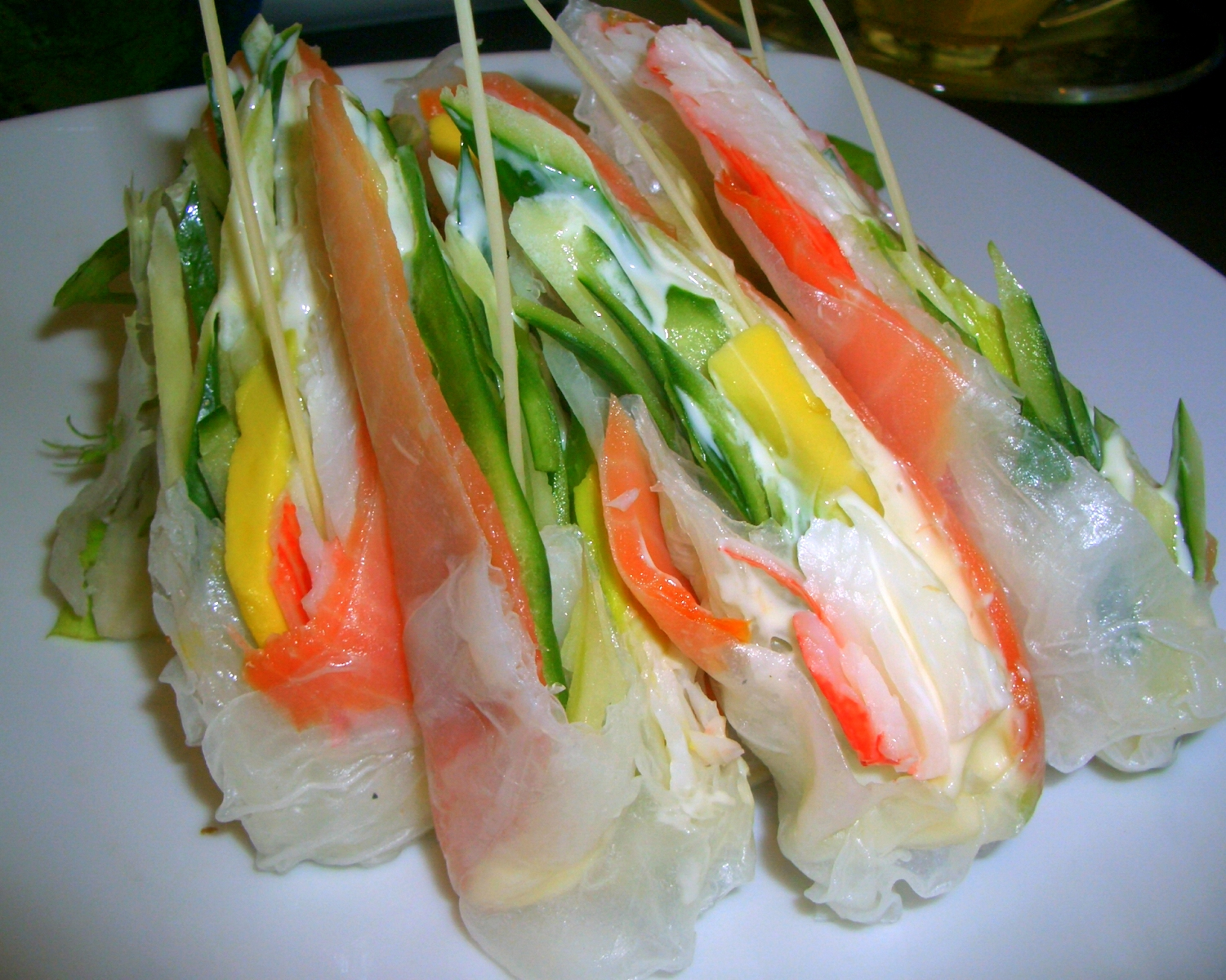
Приклад страви ф'южн: поєднання копченого лосося, загорнутого в рисовий папір, з авокадо, огірком та крабовими паличками

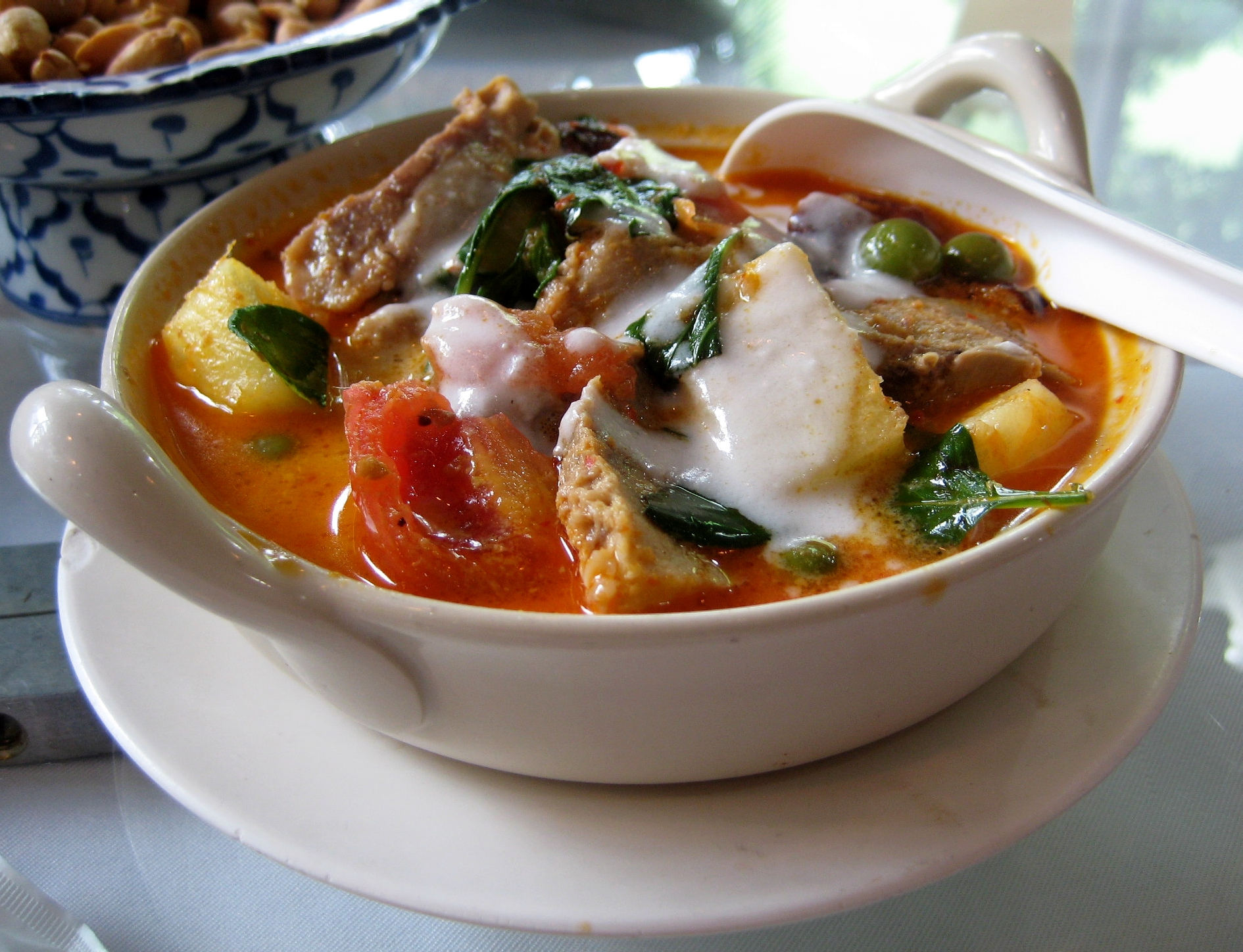
Тайське карі зі смаженою качкою (Kaeng phet pet yang) є прикладом ранньої кухні ф'южн мультикультурної платформи держави Аюттхая, що поєднує тайське червоне карі, китайську смажену качку та виноград іранського походження

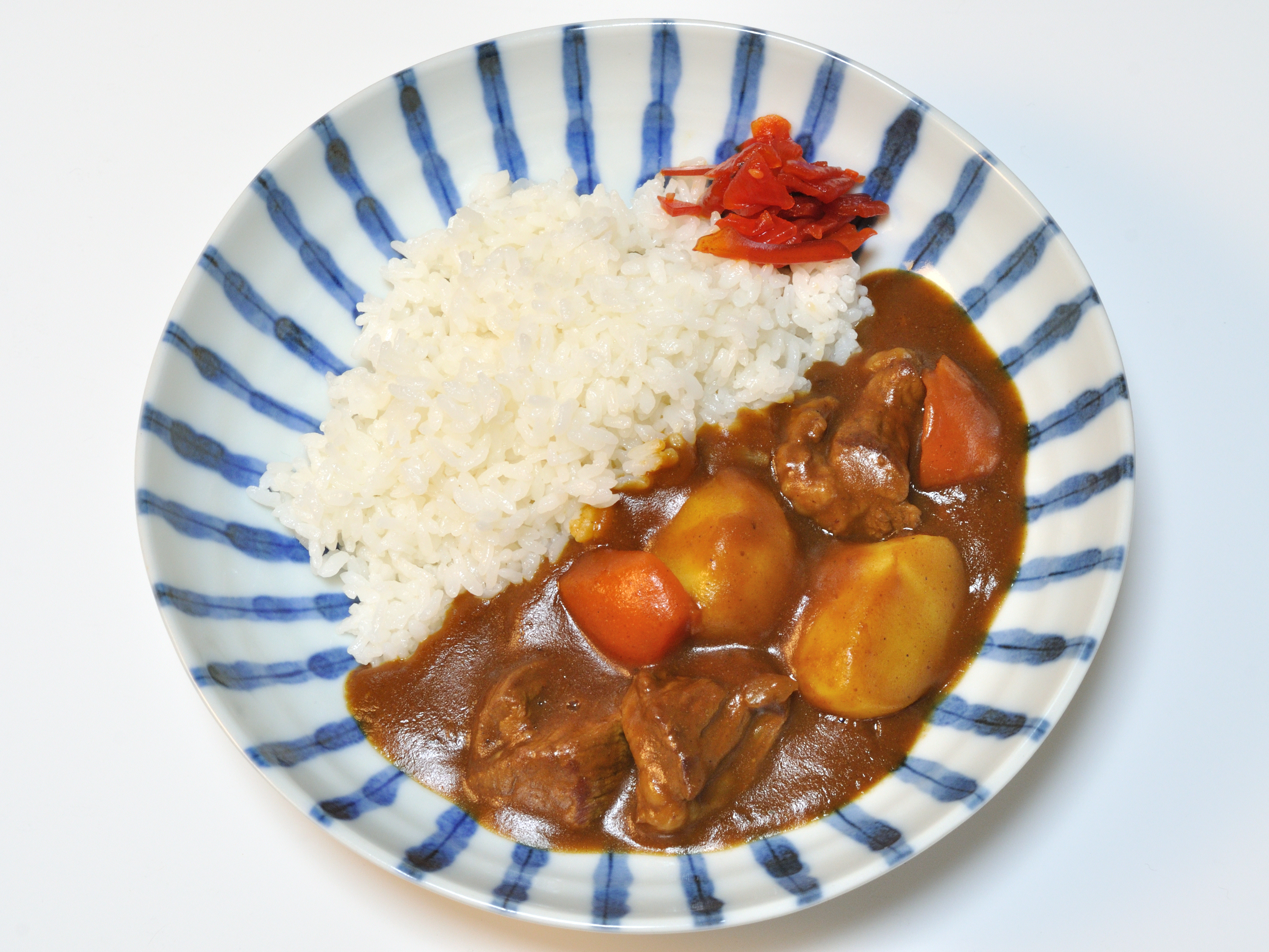
Японське карі, страва йошоку. Воно прибуло до Японії з Великої Британії, хоча першочергово карі було стравою індійської кухні

Ф'южн або ф'южн-кухня (англ. fusion cuisine) — це кухня, що поєднує елементи різних кулінарних традицій. Кухні цього типу не категоризують відповідно до якоїсь конкретної кухні; вони відіграють роль у інноваціях багатьох сучасних ресторанних кухонь, починаючи з 1970 року.

## Категорії та види
Ф'южн їжа є загальним терміном, що позначає поєднання різних видів кулінарії, та набуває кількох різновидів. Регіональний ф'южн поєднує різні кухні регіону чи підрегіону. Азійські ф'южн ресторани, що поєднують різноманітні кухні різних країн Азії, набули популярності у багатьох регіонах США та Великої Британії. В їхньому меню часто фігурують поруч східні, південно-східні та південні азійські страви, а також страви, засновані на поєднанні відповідних кухонь. Каліфорнійську кухню вважають ф'южн культурою, адже вона надихається від італійської, французької, азійської та мексиканської кухонь, ідеї європейських делікатесів, створюючи їхні традиційні страви з нетрадиційними інгредієнтами, — наприклад, каліфорнійську піцу. Серед інших прикладів цього стилю є текс-мекс, що поєднує мексиканську та південно-західну американську кухні; ще існує гавайська кухня, або кухня тихоокеанського краю, що є поєднанням різних кухонь багатьох острівних націй. У Великій Британії прикладом ранньої ф'южн кухні можна вважати рибу з картоплею фрі (англ. Fish and Chips), оскільки у ній поєднано складники з єврейської, французької та бельгійської кухонь.
В Австралії, через активний потік мігрантів, ф'южн-кухню відкривають заново, і вона стрімко стає нормою в багатьох кафе та ресторанах. Ще одне втілення ф'южну задіює більш еклектичний підхід, в якому загалом постають оригінальні страви, до яких входять різні складники з різних кухонь та регіонів. Такі ресторани можуть пропонувати широкий спектр страв, натхненних поєднанням різних регіональних кухонь з новими ідеями. Малайзійська кухня є ще одним популярним прикладом ф'южну, поєднуючи малайську, яванську, малайзійську, китайську та індійську кухні, з незначним впливом тайської, португальської, нідерландської та британської кухонь.
Їжу, базовану на одній культурі, проте приготовану з використанням інгредієнтів та смаків, притаманних іншій культурі, також вважають видом ф'южну. Наприклад, піцу з чеддером, пряним сиром, сальсою, пересмаженими бобами чи іншими поширеними інгредієнтами тако, часто рекламують як піцу Тако (англ. Taco Pizza). Конкретно ця страва є поєднанням італійської та мексиканської кухонь. Схожим підходом послуговувались і у випадку з ф'южн-суші: приготування макі з різними видами рису та інгредієнтів, наприклад, карі та рис басматі, сир та сальса з іспанським рисом, чи гострий баранячий фарш з каперсами, по-грецьки загорнений у рис та листя винограду, що своїм виглядом нагадує долму навиворіт. Деякі ф'южн кухні стали приймати як окремі національні, як у випадку з перуанською кухнею Ніккей (англ. Peruvian Nikkei cuisine), яка поєднує японські спеції й приправи з перуанськими інгредієнтами на кшталт перуанського перцю чилі з морепродуктами. Квінтесенцією цієї кухні є страва «Макі Асевічадо (ісп. Maki Acevichado) або севіче рол, до складу якого входять перуанська маринована риба, загорнена у рис, авокадо чи водорості».
Йошоку (яп. 洋食, західна їжа) є прикладом кухні ф’южн. Йошоку — це адаптація страв західної кухні (здебільшого європейської) у Японії. Йошоку виникло під час реставрації Мейдзі. Прикладами є нікуджяґа, корокке, тонкацу, менчі-кацу, японське карі, омурайсу тощо. Деякі зі страв йошоку настільки глибоко увійшли в культуру та традицію Японії, що почали вважатися вашоку (традиційною японською їжею).

## Передумови
Успіх ресторанів із ф'южн стравами залежить від кількох факторів, серед яких:
- культурна розмаїття клієнтів
- їхній досвід та шаблони подорожування
- їхня кулінарна витонченість та відкритість до нових кулінарних вражень

Одним із зачинателів кухні ф'южн є Вольфґанґ Пак. Однак його ресторан, Chinois on Main, названо за терміном, впровадженим Річардом Вінґом, який у 1960 році поєднав французьку та китайську кулінарію у тогочасному ресторані Imperial Dynasty в м. Ганфорд (штат Каліфорнія).